# Herbert Mataré
Pour les articles homonymes, voir Mataré.
Herbert Franz Mataré est un physicien allemand né le 22 septembre 1912 à Aix-la-Chapelle, mort le 2 septembre 2011 . Il a axé ses recherches sur le domaine des semi-conducteurs, son travail le plus connu étant la mise au point du premier transistor européen, alors nommé transistron, qu'il développa et breveta à la fin des années 1940 avec Heinrich Welker en région parisienne. Herbert Mataré résidait en Californie. Il est le neveu du sculpteur Ewald Mataré.

## Biographie
Herbert Mataré a étudié les mathématiques, la chimie, l'électrochimie, la physique nucléaire et la physique du solide à l'Université technique d'Aix-la-Chapelle, dont il a obtenu le diplôme de docteur-ingénieur. Il a en outre étudié les mathématiques, la physique et la chimie à l'Université de Genève.
En 1939, il rejoint le laboratoire de recherche de Telefunken à Berlin. À cette époque, il est évident que la miniaturisation des tubes électroniques a rencontré une limite physique et qu'il faut chercher une alternative basée sur les recherches sur le transistor de Julius Edgar Lilienfeld, Oskar Heil, Walter Schottky et Robert Pohl.
En raison des raids aériens massifs de 1943 sur Berlin, le laboratoire de Telefunken est déplacé à Lubiąż (Lebus) en Silésie, où Mataré se consacre à l'amélioration de la sensibilité du récepteur à bande centimétrique. En 1944, alors que l'armée russe approche, le laboratoire est à nouveau déplacé, cette fois en Thuringe.
Après la guerre Mataré enseigne la physique et les mathématiques à Wabern près de Cassel et donne des cours à l'université d'Aix-la-Chapelle, avant d'être invité à développer une ligne de production de diodes à base de semi-conducteurs pour la Compagnie des freins et signaux Westinghouse à Aulnay-sous-Bois près de Paris.

## Principales réalisations
Mataré et Heinrich Welker développent entre 1945 et 1948 à Aulnay-sous-Bois, à la CFSW, le premier « transistor français » réellement opérationnel, en même temps que les travaux des chercheurs américains et indépendamment d'eux. Ils déposent leur première demande de brevets pour un transistor le 13 août 1948,. Le 18 mai 1949, cette invention européenne est présentée au public sous le nom de « Transistron ».
Entre 1951 et 1952, Mataré fonde Intermetall à Düsseldorf, la première compagnie au monde à commercialiser des diodes et des transistors.